# Temporada 1956 del Campeonato Mundial de Resistencia

## Carreras
| 1000 Kilómetros de Buenos Aires 29/01/1956 Autódromo 17 de Octubre | 1000 Kilómetros de Buenos Aires 29/01/1956 Autódromo 17 de Octubre | 1000 Kilómetros de Buenos Aires 29/01/1956 Autódromo 17 de Octubre | 1000 Kilómetros de Buenos Aires 29/01/1956 Autódromo 17 de Octubre | 1000 Kilómetros de Buenos Aires 29/01/1956 Autódromo 17 de Octubre | 1000 Kilómetros de Buenos Aires 29/01/1956 Autódromo 17 de Octubre |
| Pos                                                                | N°                                                                 | Piloto                                                             | Auto                                                               | Equipo                                                             | Clase                                                              |
| ------------------------------------------------------------------ | ------------------------------------------------------------------ | ------------------------------------------------------------------ | ------------------------------------------------------------------ | ------------------------------------------------------------------ | ------------------------------------------------------------------ |
| 1°                                                                 | 31                                                                 | Moss / Menditéguy                                                  | Maserati 300S                                                      | Officine Alfieri Maserati                                          | S3.0                                                               |
| 2°                                                                 | 36                                                                 | Gendebien / Hill                                                   | Ferrari 857 S                                                      | Scuderia Ferrari                                                   | S+3.0                                                              |
| 3°                                                                 | 32                                                                 | Behra / González                                                   | Maserati 300S                                                      | Officine Alfieri Maserati                                          | S3.0                                                               |
| 4°                                                                 | 4                                                                  | de Tomaso / Tomasi                                                 | Maserati 150S                                                      |                                                                    | S1.5                                                               |
| 5°                                                                 | 20                                                                 | Muro / Pola                                                        | Ferrari 500 Mondial                                                |                                                                    | S2.0                                                               |
| 6°                                                                 | 26                                                                 | Kovacs-Jones / Jaras                                               | Mercedes-Benz 300 SL                                               |                                                                    | S3.0                                                               |
| 7°                                                                 | 6                                                                  | Haskell / Lostalo                                                  | Maserati 150S                                                      |                                                                    | S1.5                                                               |
| 8°                                                                 | 24                                                                 | Maiocchi / Bollaert                                                | Ferrari 225 S                                                      |                                                                    | S3.0                                                               |
| 9°                                                                 | 49                                                                 | Bruno / Bruno                                                      | Allard J2 Cadillac                                                 |                                                                    | S+3.0                                                              |
| 10°                                                                | 3                                                                  | Delfosse / Escudero                                                | Gordini T15 Special Porsche                                        |                                                                    | S1.5                                                               |
| 11°                                                                | 43                                                                 | Fangio / Castellotti                                               | Ferrari 410 Sport Scaglietti Spyder                                | Scuderia Ferrari                                                   | S+3.0                                                              |
| 12°                                                                | 1                                                                  | Juhan / Lopes                                                      | Porsche 550 Spyder                                                 |                                                                    | S1.5                                                               |
| 13°                                                                | 33                                                                 | Landi / Gerini                                                     | Maserati 300S                                                      | Officine Alfieri Maserati                                          | S3.0                                                               |
| 14°                                                                | 44                                                                 | Musso / Collins                                                    | Ferrari 410 Sport Scaglietti Spyder                                | Scuderia Ferrari                                                   | S+3.0                                                              |
| 15°                                                                | 42                                                                 | Bonomi / Castro Cranwell                                           | Ferrari 375 MM                                                     |                                                                    | S+3.0                                                              |
| 16°                                                                | 34                                                                 | Milán / Capotosti                                                  | Ferrari 625 TF                                                     |                                                                    | S3.0                                                               |
| 17°                                                                | 41                                                                 | Lara Barberis / Vianna                                             | Ferrari 375                                                        |                                                                    | S+3.0                                                              |
| 18°                                                                | 30                                                                 | Fayen / Dos Santos                                                 | Ferrari 750 Monza Spider Scaglietti                                | Scuderia Guastalla ??                                              | S3.0                                                               |
| 19°                                                                | 45                                                                 | Saenz Valiente / Camano                                            | Ferrari 375 Plus                                                   |                                                                    | S+3.0                                                              |
| 20°                                                                | 22                                                                 | Maria Teresa de Filippis                                           | Maserati A6GCS                                                     |                                                                    | S2.0                                                               |
| 21°                                                                | 46                                                                 | Najurieta / Rivero                                                 | Ferrari 375 MM                                                     |                                                                    | S+3.0                                                              |
| 22°                                                                | 5                                                                  | Jantus / Gómez                                                     | Gordini T15S                                                       |                                                                    | S1.5                                                               |
| 23°                                                                | 23                                                                 | Grandio / Rodriguez-Larreta                                        | Maserati A6GCS                                                     |                                                                    | S2.0                                                               |
| 24°                                                                | 25                                                                 | Ciapessoni / Reyes                                                 | Ferrari 225 Export                                                 |                                                                    | S3.0                                                               |
| 25°                                                                | 2                                                                  | Mayol / Gobbi                                                      | Porsche 550 Spyder                                                 |                                                                    | S1.5                                                               |
| 26°                                                                | 21                                                                 | Carballido / Carballido                                            | Austin-Healey 100M                                                 |                                                                    | S3.0                                                               |
| 27°                                                                | 35                                                                 | Millet / Schroeder                                                 | Jaguar C-type                                                      |                                                                    | S+3.0                                                              |
| 12 Horas de Sebring 24/03/1956 Sebring International Raceway       |                                                                    |                                                                    |                                                                    |                                                                    |                                                                    |
| Pos                                                                | N°                                                                 | Piloto                                                             | Auto                                                               | Equipo                                                             | Clase                                                              |
| 1°                                                                 | 17                                                                 | Fangio / Castellotti                                               | Ferrari 860 Monza                                                  | Scuderia Ferrari                                                   | S5.0                                                               |
| 2°                                                                 | 18                                                                 | Musso / Schell                                                     | Ferrari 860 Monza                                                  | Scuderia Ferrari                                                   | S5.0                                                               |
| 3°                                                                 | 14                                                                 | Sweikert / Ensley                                                  | Jaguar D-type                                                      | Jack Ensley                                                        | S5.0                                                               |
| 4°                                                                 | 27                                                                 | Salvadori / Shelby                                                 | Aston Martin DB3S                                                  | David Brown & Sons, Ltd.                                           | S3.0                                                               |
| 5°                                                                 | 24                                                                 | Behra / Taruffi / Perdisa                                          | Maserati 300S                                                      | Officine Alfieri Maserati S.p.a.                                   | S3.0                                                               |
| 6°                                                                 | 41                                                                 | Herrmann / von Trips                                               | Porsche 550 Spyder                                                 | Porsche K.G.                                                       | S1.5                                                               |
| 7°                                                                 | 43                                                                 | McAfee / Lovely                                                    | Porsche 550 Spyder                                                 | John Edgar Enterprises                                             | S1.5                                                               |
| 8°                                                                 | 16                                                                 | Gómez-Mena / González                                              | Jaguar D-type                                                      | Alfonso Mena                                                       | S5.0                                                               |
| 9°                                                                 | 1                                                                  | Fitch / Hansgen                                                    | Chevrolet Corvette Special                                         | Raceway Enterprises                                                | S8.0                                                               |
| 10°                                                                | 33                                                                 | Rubirosa / Pauley                                                  | Ferrari 500 Mondial II                                             | Porfirio Rubirosa                                                  | S2.0                                                               |
| 11°                                                                | 31                                                                 | Stiles / Huntoon                                                   | Austin-Healey 100S                                                 | Ship & Shores Motors                                               | S3.0                                                               |
| 12°                                                                | 11                                                                 | Cunningham / Bennett                                               | Jaguar D-type                                                      | B. S. Cunningham                                                   | S5.0                                                               |
| 13°                                                                | 39                                                                 | Ballenger / Stewart                                                | Arnolt Bolide Bristol                                              | S. H. Arnolt                                                       | S2.0                                                               |
| 14°                                                                | 66                                                                 | Marshall / Brundage / von Hanstein                                 | Porsche 550                                                        | Porsche KG                                                         | S1.5                                                               |
| 15°                                                                | 6                                                                  | Goldman / Crawford                                                 | Chevrolet Corvette                                                 | Raceway Enterprises                                                | S5.0                                                               |
| 16°                                                                | 58                                                                 | Armagnac / Mercader                                                | D.B. HBR5 Panhard                                                  | Automobiles D. B.                                                  | S750                                                               |
| 17°                                                                | 40                                                                 | Peterson / Boynton                                                 | Arnolt Bolide Bristol                                              | S. H. Arnolt                                                       | S2.0                                                               |
| 18°                                                                | 37                                                                 | Dressel / Woodbury                                                 | AC Ace                                                             | J. H. Dressel                                                      | S2.0                                                               |
| 19°                                                                | 50                                                                 | Kinchloe / Spitler                                                 | MGA                                                                | Hambro Automotive Company                                          | S1.5                                                               |
| 20°                                                                | 49                                                                 | Ash / Ehrman / van Driel                                           | MGA                                                                | Hambro Automotive Company                                          | S1.5                                                               |
| 21°                                                                | 55                                                                 | Cracraft / Byron                                                   | Cooper T39 Climax                                                  | Cooper Car Co.                                                     | S1.1                                                               |
| 22°                                                                | 51                                                                 | Allen / Blackman                                                   | MGA                                                                | Hambro Automotive Company                                          | S1.5                                                               |
| 23°                                                                | 3                                                                  | Davis / Gatz                                                       | Chevrolet Corvette                                                 | Carl Beuhler III                                                   | S5.0                                                               |
| 24°                                                                | 54                                                                 | Wyllie / Wyllie                                                    | Lotus Mark IX Climax                                               | Dr. M. R. J. Wyllie                                                | S1.1                                                               |
| 25°                                                                | 28                                                                 | Parnell / Brooks                                                   | Aston Martin DB3S                                                  | David Brown & Sons, Ltd.                                           | S3.0                                                               |
| 26°                                                                | 8                                                                  | Hawthorn / Titterington                                            | Jaguar D-type                                                      | Jaguar of New York Distributors Inc.                               | S5.0                                                               |
| 27°                                                                | 19                                                                 | Kimberly / de Portago                                              | Ferrari 857 S                                                      | Scuderia Ferrari                                                   | S5.0                                                               |
| 28°                                                                | 67                                                                 | Jack Ryan                                                          | Arnolt Bolide Bristol                                              | John Ryan                                                          | S2.0                                                               |
| 29°                                                                | 22                                                                 | Flynn / Reed                                                       | Mercedes-Benz 300 SL                                               | Chester Flynn                                                      | S3.0                                                               |
| 30°                                                                | 10                                                                 | Spear / Johnston                                                   | Jaguar D-type                                                      | Jaguar of New York Distributors Inc.                               | S5.0                                                               |
| 31°                                                                | 12                                                                 | Kaplan / Boss                                                      | Jaguar D-type                                                      | Jake Kaplan                                                        | S5.0                                                               |
| 32°                                                                | 56                                                                 | Hugus / Bentley                                                    | Cooper T39 Climax                                                  | Cooper Car Co.                                                     | S1.1                                                               |
| 33°                                                                | 29                                                                 | Macklin / Scott-Brown                                              | Austin-Healey 100S                                                 | Donald Healey Motor Co. Ltd.                                       | S3.0                                                               |
| 34°                                                                | 42                                                                 | Crawford / Linge / von Hanstein                                    | Porsche 550                                                        | Porsche K.G.                                                       | S1.5                                                               |
| 35°                                                                | 30                                                                 | Jackson-Moore / Forbes-Robinson                                    | Austin-Healey 100S                                                 | Donald Healey Motor Co. Ltd.                                       | S3.0                                                               |
| 36°                                                                | 35                                                                 | Rothschild / Hunt                                                  | Morgan Plus 4 Triumph                                              | Morgan Motors                                                      | S2.0                                                               |
| 37°                                                                | 32                                                                 | Greenspun / Kessler                                                | Ferrari 250 MM                                                     | William Greenspun                                                  | S3.0                                                               |
| 38°                                                                | 47                                                                 | Burns / Scott                                                      | Maserati 150S                                                      | Allen Guiberson                                                    | S1.5                                                               |
| 39°                                                                | 38                                                                 | Arnolt / Goldich                                                   | Arnolt Bolide Bristol                                              | S. H. Arnolt                                                       | S2.0                                                               |
| 40°                                                                | 15                                                                 | Brero / Weiss                                                      | Jaguar D-type                                                      | A. A. Brown                                                        | S5.0                                                               |
| 41°                                                                | 9                                                                  | Hamilton / Bueb                                                    | Jaguar D-type                                                      | Jaguar of New York Distributors Inc.                               | S5.0                                                               |
| 42°                                                                | 20                                                                 | Hill / Gregory                                                     | Ferrari 857 S                                                      | George Tilp                                                        | S5.0                                                               |
| 43°                                                                | 26                                                                 | Moss / Collins                                                     | Aston Martin DB3S                                                  | David Brown & Sons, Ltd.                                           | S3.0                                                               |
| 44°                                                                | 63                                                                 | Miller / Fenner                                                    | Lotus Eleven Climax                                                | Ralph Miller                                                       | S1.1                                                               |
| 45°                                                                | 2                                                                  | Ruttman / Hively                                                   | Ferrari 375 Plus                                                   | Howard Hively                                                      | S5.0                                                               |
| 46°                                                                | 25                                                                 | Perdisa / Menditéguy                                               | Maserati 300S                                                      | Officine Alfieri Maserati S.p.a.                                   | S3.0                                                               |
| 47°                                                                | 62                                                                 | Katskee / Wing                                                     | Jaguar D-type                                                      | Loyal Katskee                                                      | S5.0                                                               |
| 48°                                                                | 64                                                                 | Brewster / Rutan                                                   | Austin-Healey 100S                                                 | William Brewster                                                   | S3.0                                                               |
| 49°                                                                | 59                                                                 | Laureau / Ullrich                                                  | D.B. HBR Panhard                                                   | Brooks Stevens                                                     | S750                                                               |
| 50°                                                                | 52                                                                 | Attaway / Parkinson                                                | Cooper T39 Climax                                                  | Robert Brown                                                       | S1.1                                                               |
| 51°                                                                | 60                                                                 | Kite / Crouzet                                                     | D.B. HBR Panhard                                                   | Harry Kite                                                         | S750                                                               |
| 52°                                                                | 7                                                                  | Erickson / Hassan                                                  | Chevrolet Corvette                                                 | Ernie Erickson                                                     | S5.0                                                               |
| 53°                                                                | 48                                                                 | de Tomaso / Haskell                                                | Maserati 150S                                                      | Alessandro de Tomaso                                               | S1.5                                                               |
| 54°                                                                | 46                                                                 | Lloyd / Brocken                                                    | Maserati 150S                                                      | William B. Lloyd                                                   | S1.5                                                               |
| 55°                                                                | 57                                                                 | Marcotulli / Munoz                                                 | Osca MT4 1100                                                      | Touring y Automóvil Club de Venezuela                              | S1.1                                                               |
| 56°                                                                | 61                                                                 | Lucas / Norwood                                                    | D.B. HBR Renault                                                   | Ecurie Lafayette                                                   | S750                                                               |
| 57°                                                                | 34                                                                 | Pola / Muro                                                        | Ferrari 500 TR                                                     | Touring y Automóvil Club de Venezuela                              | S2.0                                                               |
| 58°                                                                | 5                                                                  | Duncan / Eager                                                     | Chevrolet Corvette                                                 | Raceway Enterprises                                                | S5.0                                                               |
| 59°                                                                | 53                                                                 | Smith / Sheppard                                                   | Lotus Mark IX Climax                                               | Joe Sheppard                                                       | S1.1                                                               |
| Mil Millas 12/04/1956 Circuito de Brescia                          |                                                                    |                                                                    |                                                                    |                                                                    |                                                                    |
| Pos                                                                | N°                                                                 | Piloto                                                             | Auto                                                               | Equipo                                                             | Clase                                                              |
| 1°                                                                 | 548                                                                | Eugenio Castellotti                                                | Ferrari 290 MM Scaglietti                                          | Scuderia Ferrari                                                   | S+2.0                                                              |
| 2°                                                                 | 551                                                                | Collins / Klementaski                                              | Ferrari 860 Monza Scaglietti                                       | Scuderia Ferrari                                                   | S+2.0                                                              |
| 3°                                                                 | 556                                                                | Luigi Musso                                                        | Ferrari 860 Monza Scaglietti                                       | Scuderia Ferrari                                                   | S+2.0                                                              |
| 4°                                                                 | 600                                                                | Juan Manuel Fangio                                                 | Ferrari 290 MM                                                     | Scuderia Ferrari                                                   | S+2.0                                                              |
| 5°                                                                 | 505                                                                | Gendebien / Washer                                                 | Ferrari 250 GT LWB Scaglietti                                      |                                                                    | T/GT+2.0                                                           |
| 6°                                                                 | 504                                                                | Metternich / Einsiedel                                             | Mercedes-Benz 300 SL                                               |                                                                    | T/GT+2.0                                                           |
| 7°                                                                 | 454                                                                | Seidel / Glöckler                                                  | Mercedes-Benz 300 SL                                               |                                                                    | T/GT+2.0                                                           |
| 8°                                                                 | 450                                                                | Pollet / Flandrak                                                  | Mercedes-Benz 300 SL                                               |                                                                    | T/GT+2.0                                                           |
| 9°                                                                 | 428                                                                | Giulio Cabianca                                                    | Osca MT4 1500                                                      |                                                                    | S1.5                                                               |
| 10°                                                                | 443                                                                | Riess / Eger                                                       | Mercedes-Benz 300 SL                                               |                                                                    | T/GT+2.0                                                           |
| 11°                                                                | 106                                                                | Sgorbati / Zanelli                                                 | Alfa Romeo Giulietta SV                                            |                                                                    | T/GT1.3                                                            |
| 12°                                                                | 120                                                                | Becucci / Cazzato                                                  | Alfa Romeo Giulietta SV                                            |                                                                    | T/GT1.3                                                            |
| 13°                                                                | 529                                                                | Giorgio Scarlatti                                                  | Maserati A6GCS                                                     |                                                                    | S2.0                                                               |
| 14°                                                                | 326                                                                | Toselli / Canaparo                                                 | Fiat 8V                                                            |                                                                    | T/GT2.0                                                            |
| 15°                                                                | 50                                                                 | Bonnier / Boesen                                                   | Alfa Romeo Giulietta SV                                            |                                                                    | T/GT1.3                                                            |
| 16°                                                                | 455                                                                | Bongiasca / Bongiasca                                              | Mercedes-Benz 300 SL                                               |                                                                    | T/GT+2.0                                                           |
| 17°                                                                | 507                                                                | Mantovani / Cantuseno                                              | Lancia Aurelia                                                     |                                                                    | T/GT+2.0                                                           |
| 18°                                                                | 255                                                                | Persson / Blomqvist                                                | Porsche 356 Carrera                                                |                                                                    | T/GT1.6                                                            |
| 19°                                                                | 323                                                                | Maggiorelli / Parenti                                              | Fiat 8V                                                            |                                                                    | T/GT2.0                                                            |
| 20°                                                                | 433                                                                | Jean Behra                                                         | Maserati 150S                                                      | Officine Alfieri Maserati                                          | S1.5                                                               |
| 21°                                                                | 314                                                                | Sassoli / Schoen                                                   | Fiat 8V Zagato                                                     |                                                                    | T/GT2.0                                                            |
| 22°                                                                | 248                                                                | Nathan / Kaiser                                                    | Porsche 356 1500 Carrera                                           |                                                                    | T/GT1.6                                                            |
| 23°                                                                | 37                                                                 | Strähle / Greger                                                   | Porsche 356A 1300 Super                                            |                                                                    | T/GT1.3                                                            |
| 24°                                                                | 448                                                                | Giovanardi / Meier                                                 | Ferrari 250 GT LWB Scaglietti                                      |                                                                    | T/GT+2.0                                                           |
| 25°                                                                | 509                                                                | Bauer / Grupp                                                      | Mercedes-Benz 220A                                                 |                                                                    | T/GT+2.0                                                           |
| 26°                                                                | 310                                                                | Guarnieri / Brancalion                                             | Fiat 8V Zagato                                                     |                                                                    | T/GT2.0                                                            |
| 27°                                                                | 338                                                                | Daniele Pistoia                                                    | Alfa Romeo 1900                                                    |                                                                    | T/GT2.0                                                            |
| 28°                                                                | 547                                                                | Cesare Perdisa                                                     | Maserati 300S Fantuzzi                                             |                                                                    | S+2.0                                                              |
| 29°                                                                | 118                                                                | Stern / Barbey                                                     | Alfa Romeo Giulietta SV                                            |                                                                    | T/GT1.3                                                            |
| 30°                                                                | 346                                                                | Mazzi / de Amicis                                                  | Alfa Romeo 1900                                                    |                                                                    | T/GT2.0                                                            |
| 31°                                                                | 501                                                                | Mascarenhas / Palma                                                | Mercedes-Benz 300 SL                                               |                                                                    | T/GT+2.0                                                           |
| 32°                                                                | 59                                                                 | Martin / Convert                                                   | Alfa Romeo Giulietta                                               |                                                                    | T/GT1.3                                                            |
| 33°                                                                | 459                                                                | Marenghi / Concari                                                 | Ferrari 250 GT LWB Boano                                           |                                                                    | T/GT+2.0                                                           |
| 34°                                                                | 117                                                                | Scipione Paon                                                      | Alfa Romeo Giulietta SV                                            |                                                                    | T/GT1.3                                                            |
| 35°                                                                | 136                                                                | Ficai / Ficai                                                      | Alfa Romeo Giulietta SV                                            |                                                                    | T/GT1.3                                                            |
| 36°                                                                | 307                                                                | Paolo Lena                                                         | Alfa Romeo 1900                                                    |                                                                    | T/GT2.0                                                            |
| 37°                                                                | 316                                                                | Pellegrini / Bagatin                                               | Fiat 8V                                                            |                                                                    | T/GT2.0                                                            |
| 38°                                                                | 447                                                                | Nataloni / Passerini                                               | Lancia Aurelia B20                                                 |                                                                    | T/GT+2.0                                                           |
| 39°                                                                | 351                                                                | Fabi / Pagliacci                                                   | Fiat 8V                                                            |                                                                    | T/GT2.0                                                            |
| 40°                                                                | 245                                                                | Georges Guyot                                                      | Jaguar XK140                                                       |                                                                    | SP                                                                 |
| 41°                                                                | 251                                                                | Dieter Lissmann                                                    | Porsche 356 Carrera                                                |                                                                    | T/GT1.6                                                            |
| 42°                                                                | 44                                                                 | Giorgio Acutis                                                     | Alfa Romeo Giulietta SV                                            |                                                                    | T/GT1.3                                                            |
| 43°                                                                | 114                                                                | Grazioli Vicenza / Gabaldo                                         | Alfa Romeo Giulietta SV                                            |                                                                    | T/GT1.3                                                            |
| 44°                                                                | 357                                                                | Giovanni Rota                                                      | Alfa Romeo 1900 Zagato                                             |                                                                    | T/GT2.0                                                            |
| 45°                                                                | 56                                                                 | Kerschbaumer / Peristi                                             | Alfa Romeo Giulietta SV                                            |                                                                    | T/GT1.3                                                            |
| 46°                                                                | 308                                                                | Vladimiro Pavoni                                                   | Fiat 8V Zagato                                                     |                                                                    | T/GT2.0                                                            |
| 47°                                                                | 342                                                                | Ferrini / Rabuffi                                                  | Fiat 8V Zagato                                                     |                                                                    | T/GT2.0                                                            |
| 48°                                                                | 115                                                                | Fabregas / Pantaleoni                                              | Alfa Romeo Giulietta SV                                            |                                                                    | T/GT1.3                                                            |
| 49°                                                                | 451                                                                | Heuberger / Heuberger                                              | BMW 507                                                            |                                                                    | T/GT+2.0                                                           |
| 50°                                                                | 107                                                                | Guidetti / Lampugnani                                              | Siata 1250 GT Zagato                                               |                                                                    | T/GT1.3                                                            |
| 51°                                                                | 331                                                                | Lumir L. Vesely                                                    | Fiat 8V Zagato                                                     |                                                                    | T/GT2.0                                                            |
| 52°                                                                | 116                                                                | Francesco Nissotti                                                 | Alfa Romeo Giulietta SV                                            |                                                                    | T/GT1.3                                                            |
| 53°                                                                | 51                                                                 | Roger Delageneste                                                  | Peugeot 203                                                        |                                                                    | T/GT1.3                                                            |
| 54°                                                                | 7                                                                  | Maurice Michy                                                      | Alpine A106 MM Renault                                             |                                                                    | T/GT750                                                            |
| 55°                                                                | 76                                                                 | Manzon / Borsa                                                     | D.B. HBR Panhard                                                   |                                                                    | T/GT1.0                                                            |
| 56°                                                                | 518                                                                | Francesco Giardini                                                 | Maserati A6GCS/53                                                  |                                                                    | S2.0                                                               |
| 57°                                                                | 2348                                                               | Ludovico Scarfiotti                                                | Fiat 1100/103 TV                                                   |                                                                    | T/GT1.1                                                            |
| 58°                                                                | 52                                                                 | Giovanni Buoncristiani                                             | Alfa Romeo Giulietta SV                                            |                                                                    | T/GT1.3                                                            |
| 59°                                                                | 135                                                                | Masoero / Thomas                                                   | Alfa Romeo Giulietta Sprint                                        |                                                                    | T/GT1.3                                                            |
| 60°                                                                | 353                                                                | P. P. Giordani                                                     | Alfa Romeo 1900                                                    |                                                                    | T/GT2.0                                                            |
| 61°                                                                | 325                                                                | Gerakis / Gravier                                                  | Alfa Romeo 1900                                                    |                                                                    | T/GT2.0                                                            |
| 62°                                                                | 404                                                                | Attilio Brandi                                                     | Osca MT4 1100                                                      |                                                                    | S1.1                                                               |
| 63°                                                                | 327                                                                | Tonini / Berlingeri                                                | Alfa Romeo 1900 SS Zagato                                          |                                                                    | T/GT2.0                                                            |
| 64°                                                                | 230                                                                | von Saucken / Bialas                                               | Porsche 356 1500 Speedster                                         |                                                                    | SP                                                                 |
| 65°                                                                | 130                                                                | Schiller / Briffaud                                                | Porsche 356 Super                                                  |                                                                    | T/GT1.3                                                            |
| 66°                                                                | 13                                                                 | Fania / Maggio                                                     | Fiat 1100/103                                                      |                                                                    | T/GT1.1                                                            |
| 67°                                                                | 2357                                                               | Mandrini / Bertassi                                                | Fiat 1100/103 TV                                                   |                                                                    | T/GT1.1                                                            |
| 68°                                                                | 138                                                                | Francesco Serenelli                                                | Alfa Romeo Giulietta SV                                            |                                                                    | T/GT1.3                                                            |
| 69°                                                                | 330                                                                | Erik Jossipovich                                                   | Fiat 8V Zagato                                                     |                                                                    | T/GT2.0                                                            |
| 70°                                                                | 229                                                                | Scott-Russell / Haig                                               | MGA                                                                |                                                                    | SP                                                                 |
| 71°                                                                | 33                                                                 | Wissel / Valsecchi                                                 | Porsche 356 1300 Super                                             |                                                                    | T/GT1.3                                                            |
| 72°                                                                | 254                                                                | van Damm / Harper                                                  | Sunbeam Rapier                                                     |                                                                    | T/GT1.6                                                            |
| 73°                                                                | 19                                                                 | Thiele / Storzini                                                  | Fiat-Abarth 750                                                    |                                                                    | T/GT750                                                            |
| 74°                                                                | 227                                                                | Mitchell / Faichney                                                | MGA                                                                |                                                                    | SP                                                                 |
| 75°                                                                | 349                                                                | Nember / Caliri                                                    | Alfa Romeo 1900                                                    |                                                                    | T/GT2.0                                                            |
| 76°                                                                | 324                                                                | Martinengo / Ronzoni                                               | Alfa Romeo 1900 SS                                                 |                                                                    | T/GT2.0                                                            |
| 77°                                                                | 247                                                                | Wisdom / Monaco                                                    | Austin-Healey 100S                                                 |                                                                    | SP                                                                 |
| 78°                                                                | 43                                                                 | René Cotton                                                        | Panhard Dyna                                                       |                                                                    | T/GT750                                                            |
| 1000 Kilómetros de Nürburgring 27/05/1956 Nürburgring              |                                                                    |                                                                    |                                                                    |                                                                    |                                                                    |
| Pos                                                                | N°                                                                 | Piloto                                                             | Auto                                                               | Equipo                                                             | Clase                                                              |
| 1°                                                                 | 6                                                                  | Taruffi / Schell / Behra / Moss                                    | Maserati 300S                                                      | Officine Alfieri Maserati                                          | S+2.0                                                              |
| 2°                                                                 | 1                                                                  | Fangio / Castellotti                                               | Ferrari 860 Monza                                                  | Scuderia Ferrari                                                   | S+2.0                                                              |
| 3°                                                                 | 4                                                                  | Hill / de Portago / Gendebien                                      | Ferrari 290 MM                                                     | Scuderia Ferrari                                                   | S+2.0                                                              |
| 4°                                                                 | 21                                                                 | von Trips / Maglioli                                               | Porsche 550 RS                                                     | Porsche                                                            | S1.5                                                               |
| 5°                                                                 | 9                                                                  | Collins / Brooks                                                   | Aston Martin DB3S                                                  | David Brown                                                        | S+2.0                                                              |
| 6°                                                                 | 20                                                                 | von Frankenberg / Herrmann                                         | Porsche 550 RS                                                     | Porsche                                                            | S1.5                                                               |
| 7°                                                                 | 26                                                                 | Barth / Rosenhammer                                                | AWE R3/55                                                          | VEB                                                                | S1.5                                                               |
| 8°                                                                 | 56                                                                 | Martenson / Einsiedel                                              | Mercedes-Benz 300 SL                                               | Bengt O. Martenson                                                 | GT/T+2.0                                                           |
| 9°                                                                 | 61                                                                 | Nathan / Kaiser                                                    | Porsche 356 Carrera                                                | Max Nathan                                                         | GT/T2.0                                                            |
| 10°                                                                | 65                                                                 | Schulze / Nogueira                                                 | Porsche 356 Carrera                                                | Helmut Schülze                                                     | GT/T2.0                                                            |
| 11°                                                                | 81                                                                 | Bonnier / Mackay-Fraser                                            | Alfa Romeo Giulietta SV                                            | Jo Bonnier                                                         | GT/T1.3                                                            |
| 12°                                                                | 83                                                                 | Ringgenberg / Walter                                               | Alfa Romeo Giulietta SV                                            | Walter Ringgenberg                                                 | GT/T1.3                                                            |
| 13°                                                                | 43                                                                 | Kretschmann / Liebl                                                | Porsche 550 Spyder                                                 | Friedrich Kretschmann                                              | ser.S1.5                                                           |
| 14°                                                                | 87                                                                 | Carini / Bordoni                                                   | Alfa Romeo Giulietta SV                                            | Piero Carini                                                       | GT/T1.3                                                            |
| 15°                                                                | 63                                                                 | Zick / Plaut                                                       | Porsche 356 Carrera                                                | Hans Georg Plaut                                                   | GT/T2.0                                                            |
| 16°                                                                | 88                                                                 | Thirion / Pace                                                     | Alfa Romeo Giulietta SV                                            | Gilberte Thirion                                                   | GT/T1.3                                                            |
| 17°                                                                | 53                                                                 | Günzler / Retter                                                   | Mercedes-Benz 220 S                                                | Rainer Guenzler                                                    | GT/T+2.0                                                           |
| 18°                                                                | 86                                                                 | Lang / Kuhnke                                                      | Alfa Romeo Giulietta SV                                            | Adolf-Werner Lang                                                  | GT/T1.3                                                            |
| 19°                                                                | 85                                                                 | Zeller / Bieling                                                   | Alfa Romeo Giulietta SV                                            | Kurt Zeller                                                        | GT/T1.3                                                            |
| 20°                                                                | 64                                                                 | Wittmann / Hampel                                                  | Porsche 356 1600S                                                  | W. H. Wittmann                                                     | GT/T2.0                                                            |
| 21°                                                                | 76                                                                 | Busch / Bös                                                        | Porsche 356                                                        | Helmut Busch                                                       | GT/T1.3                                                            |
| 22°                                                                | 77                                                                 | Greger / von Saucken                                               | Porsche 356                                                        | Sepp Greger                                                        | GT/T1.3                                                            |
| 23°                                                                | 78                                                                 | Oesterle / Günther                                                 | Porsche 356                                                        | Hartmuth Oesterle                                                  | GT/T1.3                                                            |
| 24°                                                                | 45                                                                 | Hezemans / de Beaufort                                             | Porsche 550 Spyder                                                 | Gotfrid Koechert                                                   | ser.S1.5                                                           |
| 25°                                                                | 72                                                                 | Deutenberg / Jäger                                                 | Porsche 356                                                        | Helmut Deutenberg                                                  | GT/T1.3                                                            |
| 26°                                                                | 74                                                                 | Falk / Joch                                                        | Porsche 356                                                        | Karl Falk                                                          | GT/T1.3                                                            |
| 27°                                                                | 34                                                                 | May / May                                                          | Porsche 550 Spyder                                                 | Michael May                                                        | S1.5                                                               |
| 28°                                                                | 36                                                                 | Busch / Schwaneberg                                                | Porsche 550 Spyder                                                 | Karl Busch                                                         | S1.5                                                               |
| 29°                                                                | 40                                                                 | Helfrich / Nöcker                                                  | Porsche 550 Spyder                                                 | Theo Helfrich                                                      | ser.S1.5                                                           |
| 30°                                                                | 41                                                                 | Seidel / Glöckler                                                  | Porsche 550 Spyder                                                 | Wolfgang Seidel                                                    | ser.S1.5                                                           |
| 31°                                                                | 46                                                                 | Fitzwilliam / Carnegie                                             | MGA                                                                | Richard W. Fitzwilliam                                             | ser.S1.5                                                           |
| 32°                                                                | 47                                                                 | Buff / Köchert                                                     | Porsche 550 Spyder                                                 | William C. Buff                                                    | ser.S1.5                                                           |
| 33°                                                                | 50                                                                 | Riess / Rolff                                                      | Mercedes-Benz 300 SL                                               | Fritz Riess                                                        | GT/T+2.0                                                           |
| 34°                                                                | 52                                                                 | Bauer / Heeks                                                      | Mercedes-Benz 220 S                                                | Erwin Bauer                                                        | GT/T+2.0                                                           |
| 35°                                                                | 57                                                                 | Isenbügel / Rathjen                                                | Ford Thunderbird                                                   | Günther Isenbügel                                                  | GT/T+2.0                                                           |
| 36°                                                                | 62                                                                 | Blendl / Lissmann                                                  | Porsche 356 Carrera                                                | Ludwig Blendl                                                      | GT/T2.0                                                            |
| 37°                                                                | 67                                                                 | Buess / Hammernick                                                 | Porsche 356 1500 Super                                             | Meute                                                              | GT/T2.0                                                            |
| 38°                                                                | 70                                                                 | Trenkel / Niedermayr                                               | Porsche 356                                                        | Richard Trenkel                                                    | GT/T1.3                                                            |
| 39°                                                                | 71                                                                 | Strähle / Denk                                                     | Porsche 356                                                        | Erich Hofmann                                                      | GT/T1.3                                                            |
| 40°                                                                | 73                                                                 | Jeser / Elmenhorst                                                 | Porsche 356                                                        | Josef Jeser                                                        | GT/T1.3                                                            |
| 41°                                                                | 75                                                                 | Kling / Graf                                                       | Porsche 356                                                        | Alfred Kling                                                       | GT/T1.3                                                            |
| 42°                                                                | 80                                                                 | Felder / Endemann                                                  | Alfa Romeo Giulietta SV                                            | Helmut Felder                                                      | GT/T1.3                                                            |
| 43°                                                                | 82                                                                 | Stern / Noverraz                                                   | Alfa Romeo Giulietta SV                                            | Meute                                                              | GT/T1.3                                                            |
| 44°                                                                | 84                                                                 | Pagani / Cagnana                                                   | Alfa Romeo Giulietta SV                                            | Mediolanum                                                         | GT/T1.3                                                            |
| 45°                                                                | 7                                                                  | Hawthorn / Titterington                                            | Jaguar D-type                                                      | Jaguar Cars Ltd.                                                   | S+2.0                                                              |
| 46°                                                                | 10                                                                 | Walker / Salvadori                                                 | Aston Martin DB3S                                                  | David Brown                                                        | S+2.0                                                              |
| 47°                                                                | 27                                                                 | Thiel / Binner                                                     | AWE R3/55                                                          | VEB                                                                | S1.5                                                               |
| 48°                                                                | 31                                                                 | Chiron / Villoresi                                                 | Osca MT4 1500                                                      | Monte Carlo Sport                                                  | S1.5                                                               |
| 49°                                                                | 38                                                                 | Tomasi / de Tomaso                                                 | Maserati 150S                                                      | Isabel Haskell                                                     | S1.5                                                               |
| 50°                                                                | 33                                                                 | Tak / van Zalinge                                                  | Maserati 150S                                                      | Beels Racing                                                       | S1.5                                                               |
| 51°                                                                | 5                                                                  | Moss / Behra                                                       | Maserati 300S                                                      | Officine Alfieri Maserati                                          | S+2.0                                                              |
| 52°                                                                | 12                                                                 | Perdisa / Manzon                                                   | Maserati 350S                                                      | Officine Alfieri Maserati                                          | S+2.0                                                              |
| 53°                                                                | 2                                                                  | de Portago / Gendebien                                             | Ferrari 860 Monza                                                  | Scuderia Ferrari                                                   | S+2.0                                                              |
| 54°                                                                | 8T                                                                 | Frère / Hamilton                                                   | Jaguar D-type                                                      | Jaguar Cars Ltd.                                                   | S+2.0                                                              |
| 55°                                                                | 29                                                                 | Giardini / Pilette                                                 | Maserati 150S                                                      | Officine Alfieri Maserati                                          | S1.5                                                               |
| 56°                                                                | 3                                                                  | Musso / Trintignant                                                | Ferrari 290 MM                                                     | Scuderia Ferrari                                                   | S+2.0                                                              |
| 57°                                                                | 37                                                                 | Musso / Monaco                                                     | Maserati 150S                                                      | Isabel Haskell                                                     | S1.5                                                               |
| 1000 Kilómetros de Kristianstad 12/08/1956 Rabelöfsbanan           |                                                                    |                                                                    |                                                                    |                                                                    |                                                                    |
| Pos                                                                | N°                                                                 | Piloto                                                             | Auto                                                               | Equipo                                                             | Clase                                                              |
| 1°                                                                 | 3                                                                  | Hill / Trintignant                                                 | Ferrari 290 MM                                                     | Scuderia Ferrari                                                   | S                                                                  |
| 2°                                                                 | 1                                                                  | Collins / von Trips                                                | Ferrari 290 MM                                                     | Scuderia Ferrari                                                   | S                                                                  |
| 3°                                                                 | 2                                                                  | de Portago / Hawthorn / Hamilton / Collins                         | Ferrari 860 Monza                                                  | Scuderia Ferrari                                                   | S                                                                  |
| 4°                                                                 | 33                                                                 | Kvarnström / Lundgren                                              | Ferrari 750 Monza                                                  | Tore Bjurström                                                     | PS+2.0                                                             |
| 5°                                                                 | 34                                                                 | Borgefors / Hammarlund                                             | Ferrari 375 MM                                                     | Tore Bjurström                                                     | PS+2.0                                                             |
| 6°                                                                 | 16                                                                 | Whitehead / Whitehead                                              | Jaguar D-type                                                      | Graham Whitehead                                                   | S                                                                  |
| 7°                                                                 | 7                                                                  | Nottorp / Andersson                                                | Ferrari 410 Sport                                                  | Tore Bjurström                                                     | S                                                                  |
| 8°                                                                 | 43                                                                 | von Frankenberg / Buff                                             | Porsche 550 Spyder                                                 | William C. Buff                                                    | PS2.0                                                              |
| 9°                                                                 | 6                                                                  | Persson / Tappan / Mackay-Fraser                                   | Ferrari 500 TR                                                     | Robert E. Tappan                                                   | S                                                                  |
| 10°                                                                | 46                                                                 | Martenson / Martenson                                              | Ferrari 500 Mondial                                                | Bengt O. Martenson                                                 | PS2.0                                                              |
| 11°                                                                | 45                                                                 | Nöcker / Seidel                                                    | Porsche 550 Spyder                                                 | Wolfgang Seidel                                                    | PS2.0                                                              |
| 12°                                                                | 41                                                                 | Thirion / Dubois                                                   | Porsche 550 Spyder                                                 | Equipe Nationale Belge                                             | PS2.0                                                              |
| 13°                                                                | 44                                                                 | Herrmann / Kaiser                                                  | Porsche 550 Spyder                                                 | Gert Kaiser                                                        | PS2.0                                                              |
| 14°                                                                | 35                                                                 | Flower / Somerset                                                  | Austin-Healey 100S                                                 | Raymond Flower                                                     | PS+2.0                                                             |
| 15°                                                                | 4                                                                  | Fangio / Castellotti                                               | Ferrari 860 Monza                                                  | Scuderia Ferrari                                                   | S                                                                  |
| 16°                                                                | 10                                                                 | Villoresi / Maglioli / Moss                                        | Maserati 300S                                                      | Officine Alfieri Maserati                                          | S                                                                  |
| 17°                                                                | 31                                                                 | Picard / Vidilles                                                  | Ferrari 750 Monza                                                  | François Picard                                                    | PS+2.0                                                             |
| 18°                                                                | 8                                                                  | Moss / Behra                                                       | Maserati 300S                                                      | Officine Alfieri Maserati                                          | S                                                                  |
| 19°                                                                | 32                                                                 | Carlsson / Carlsson                                                | Ferrari 750 Monza                                                  | Tore Bjurström                                                     | PS+2.0                                                             |
| 20°                                                                | 15                                                                 | Flockhart / Sanderson / Titterington                               | Jaguar D-type                                                      | Ecurie Ecosse                                                      | S                                                                  |
| 21°                                                                | 36                                                                 | de Changy / Rousselle                                              | Ferrari 750 Monza                                                  | Equipe Nationale Belge                                             | PS+2.0                                                             |
| 22°                                                                | 14                                                                 | Titterington / Lawrence                                            | Jaguar D-type                                                      | Ecurie Ecosse                                                      | S                                                                  |
| 23°                                                                | 5                                                                  | Collins / Gendebien / Manzon                                       | Ferrari 290 MM                                                     | Scuderia Ferrari                                                   | S                                                                  |
| 24°                                                                | 42                                                                 | Hezemans / Oebels                                                  | Porsche 550 Spyder                                                 | Mathieu Hezemans                                                   | PS2.0                                                              |
| 25°                                                                | 11                                                                 | Godia-Sales / Bonnier                                              | Maserati 300S                                                      | Officine Alfieri Maserati                                          | S                                                                  |
| 26°                                                                | 12                                                                 | Musy / Simon                                                       | Maserati 300S                                                      | Officine Alfieri Maserati                                          | S                                                                  |
| 27°                                                                | 9                                                                  | Taruffi / Schell                                                   | Maserati 300S                                                      | Officine Alfieri Maserati                                          | S                                                                  |

## Posiciones finales
| CONSTRUCTORES | CONSTRUCTORES | CONSTRUCTORES |
| Pos           | Equipo        | Puntos        |
| ------------- | ------------- | ------------- |
| 1°            | Ferrari       | 24            |
| 2°            | Maserati      | 18            |
| 3°            | Jaguar        | 7             |
| 4°            | Aston Martin  | 5             |
| 5°            | Porsche       | 4             |
| 6°            | Mercedes-Benz | 2             |

| Predecesor: WSC 1955 | Campeonato Mundial de Resistencia 1956 | Sucesor: WSC 1957 |

- Datos: Q2741697